# PR-LP 1
El sendero PR-LP 1 es un sendero de Pequeño Recorrido en La Palma (Canarias, España) que une Santa Cruz de La Palma con Puerto de Tazacorte.
La longitud total del recorrido es de 23600 metros. Hay 1510 metros de desnivel.